# Eladio Rojas Reyes
Eladio Antonio Rojas Reyes (Santiago, Chile, 30 de junio de 1971) es un exfutbolista y entrenador chileno. Jugaba como mediocampista.

## Trayectoria

### Como jugador
Producto de las divisiones inferiores de Universidad de Chile, debutó profesionalmente durante el torneo de Primera División 1990. Luego pasó a defender los colores de Santiago Morning en la Tercera División de Chile, y a Colchagua y Rangers en la Primera B chilena. En el conjunto talquino se coronó campeón del Torneo Apertura 1997, siendo la figura excluyente del partido de vuelta de la definición marcando un gol ante Everton, logrando el ascenso para la Primera División 1998.
El segundo semestre de 1998 se transformó en nuevo jugador de LDU de Quito, en donde se coronó como campeón de la Serie A en 1998. Al año siguiente fue dirigido por el conocido entrenador chileno Manuel Pellegrini. Además, fue compañero de Byron Tenorio, con quien coincidiría nuevamente en Unión Española.
En 1999 regresó a su país natal para jugar por Santiago Morning, Unión Española, Rangers y Deportes Temuco en Primera División hasta fin de la temporada 2003. Al año siguiente emigró a Indonesia, defendiendo las camisetas del Persiter Ternate y el Persikad Depoken la Divisi Satu hasta el año 2006.

### Como entrenador
Luego de su retiro del fútbol profesional, trabajo como entrenador para las academias de fútbol del Arsenal y Boca Juniors en Indonesia. Como anécdota, sirvió como anfitrión de Diego Maradona cuando este visitó al país.
Además, tuvo una experiencia como entrenador, dirigiendo al Pro Duta F.C. de la Liga 2 de Indonesia en 2017 y al Boavista Timor-Leste de la LFA Primera División de Timor Oriental durante el 2018, con su compatriota Antonio Vega como jugador. Se coronó como campeón de la Primera División y la Supercopa LFA en dicha temporada.
Además, trabaja como entrenador y escrutador para el desarrollo del fútbol femenino de Indonesia, a través de sesiones de entrenamiento y entrenamiento de gestión.

## Clubes

### Como jugador
| Club                 | País      | Año       |
| -------------------- | --------- | --------- |
| Universidad de Chile | Chile     | 1990-1992 |
| Santiago Morning     | Chile     | 1993      |
| Colchagua            | Chile     | 1994-1995 |
| Rangers              | Chile     | 1996-1998 |
| LDU de Quito         | Ecuador   | 1998-1999 |
| Santiago Morning     | Chile     | 1999      |
| Unión Española       | Chile     | 2000      |
| Rangers              | Chile     | 2001-2002 |
| Deportes Temuco      | Chile     | 2003      |
| Persiter Ternate     | Indonesia | 2004      |
| Persikad Depok       | Indonesia | 2005-2006 |
| Deportes Copiapó     | Chile     | 2007-2008 |

### Como entrenador
| Club                 | País           | Año  |
| -------------------- | -------------- | ---- |
| Pro Duta F.C.        | Indonesia      | 2017 |
| Boavista Timor-Leste | Timor Oriental | 2018 |

## Palmarés

### Como jugador

#### Campeonatos nacionales
| Título    | Club          | País    | Año           |
| --------- | ------------- | ------- | ------------- |
| Primera B | Rangers       | Chile   | Apertura 1997 |
| Serie A   | Liga de Quito | Ecuador | 1998          |

### Como entrenador

#### Campeonatos nacionales
| Título               | Club                 | País           | Año  |
| -------------------- | -------------------- | -------------- | ---- |
| LFA Primera División | Boavista Timor-Leste | Timor Oriental | 2018 |
| Supercopa LFA        | Boavista Timor-Leste | Timor Oriental | 2018 |